# فینال جام یوفا ۱۹۷۶
فینال جام یوفا ۱۹۷۶، رقابت پایانی جام یوفا در سال ۱۹۷۶ میلادی است که مابین دو تیم باشگاه فوتبال لیورپول و باشگاه فوتبال کلوب بروژ برگزار شده‌است.
این مسابقه که در تاریخ‌های ۲۸ آوریل ۱۹۷۶ و ۱۹ مه ۱۹۷۶ انجام شده‌است در مجموع با نتیجه ۴ بر ۳ به سود باشگاه فوتبال لیورپول به پایان رسید.